# أغاتا بيرنات
أغاتا بيرنات (من مواليد 1989) عارضة أزياء وحاملة لقب ملكة جمال بولندية التي فازت البالغة في 27 عامًا من زدينسكا فولا بمسابقة ملكة جمال بولونيا 2017، المسابقة التي عقدت في فندق ومنتجع نارفيل كونفرنس يوم الأحد 26 نوفمبر 2017 متفوقة على 23 متسابقة تم منح التاج لها من قبل ملكة جمال بولونيا السابقة - إيزابيلا كرزان، مثلت بولندا في مسابقة ملكة جمال العالم 2018 في الصين ، في ديسمبر 2018.

## نشأتها
نشأت أغاتا في زودسكا وولا، عاشت في لودز لمدة ثماني سنوات، ثم انتقلت إلى وارسو. ارتبطت أغاتا منذ الصغر بالرقص والرياضة، ومنذ الطفولة قامت بتدريب الرقص والألعاب الرياضية. هي مدربة للرقص في العديد من أساليب الرقص، بما في ذلك رقص العمود ، بالإضافة إلى مدربة للياقة البدنية ومدربة شخصية.

## الروابط الخارجية
- misspolonia.com.pl
- missuniverse.com
- agatabiernat.com
- أغاتا بيرنات على إنستغرام

| الجوائز و الإنجازات | الجوائز و الإنجازات    | الجوائز و الإنجازات  |
| ------------------- | ---------------------- | -------------------- |
| سبقه إيزابيلا كرزان | ملكة جمال بولونيا 2018 | تبعه ميلينا سادوفسكا |